# Mariakapel (Nagelbeek)

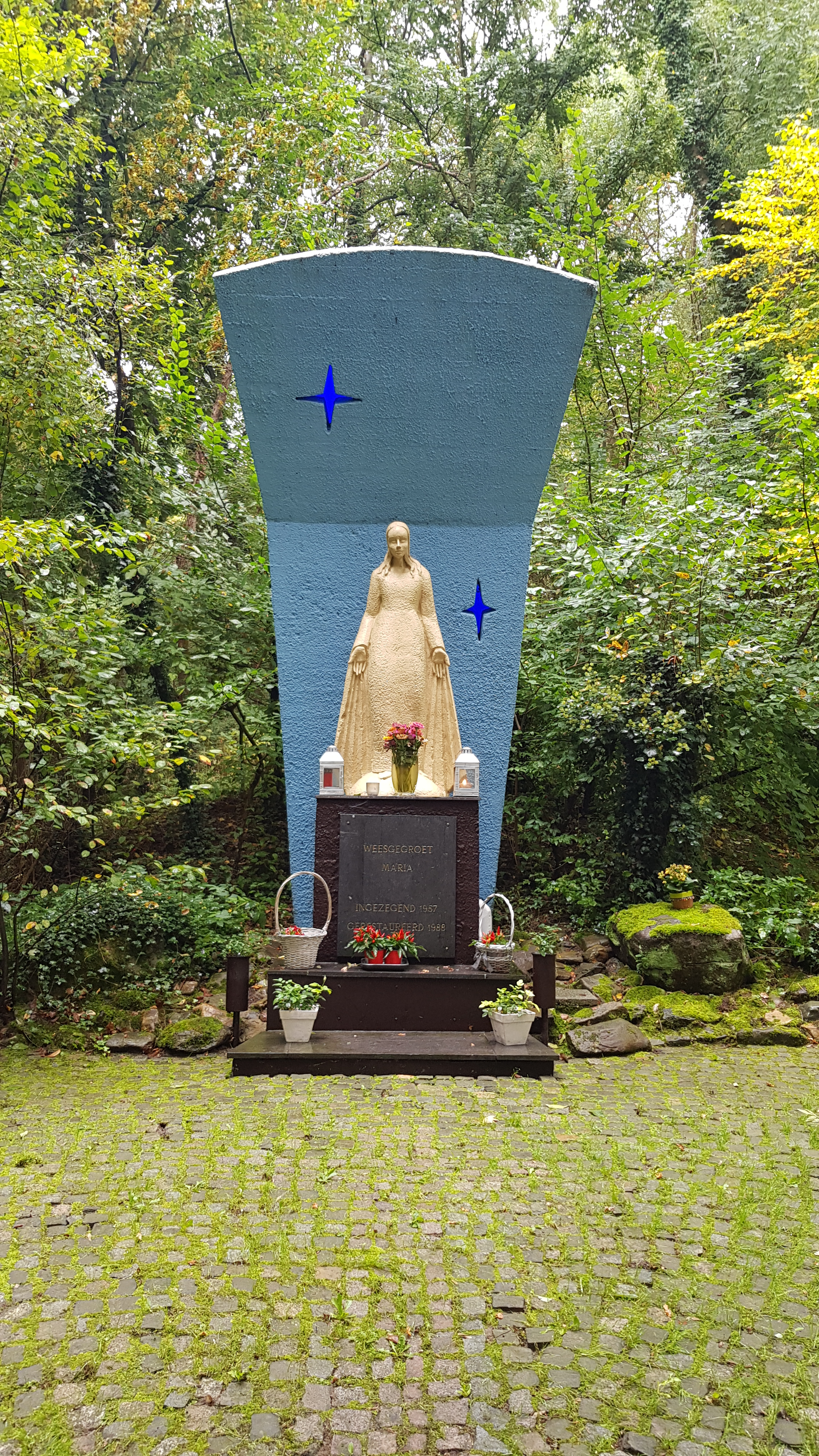
De Mariakapel in Nagelbeek

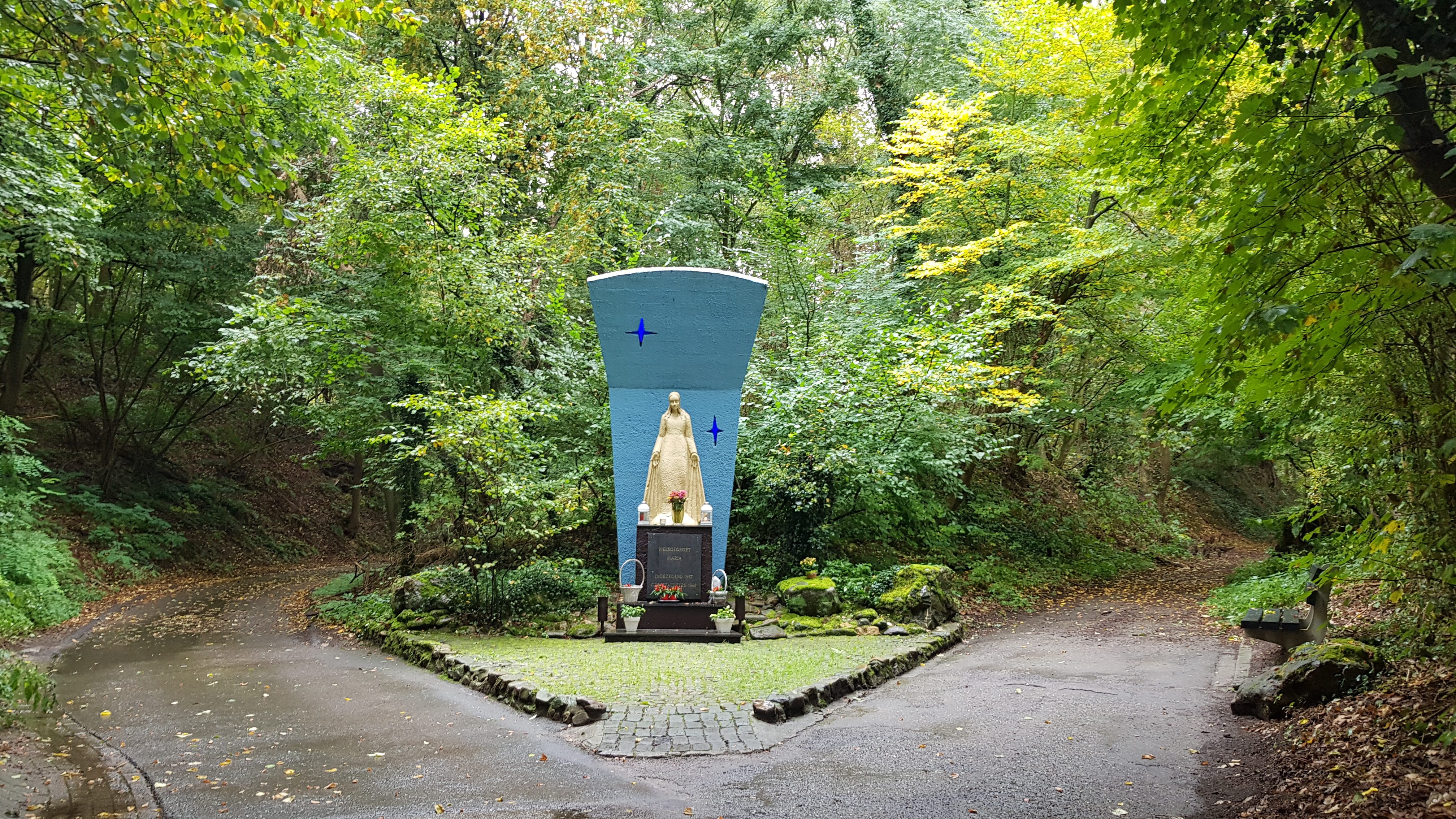
De Mariakapel aan de splitsing

De Mariakapel is een kapel in Nagelbeek bij Schinnen in de Nederlands Zuid-Limburgse gemeente Beekdaelen. De kapel staat aan het zuidwestelijk uiteinde van de buurtschap aan de straat Nagelbeek op de splitsing met de Maastrichterweg, aan de weg omhoog vanuit het Geleenbeekdal het Centraal Plateau op. Op ongeveer 400 meter naar het zuidwesten ligt de Groeve Nagelbeek. Aan het zuidoostelijk uiteinde van Nagelbeek staat de Mariakapel.
De kapel is gewijd aan Maria.

## Geschiedenis
Aanvankelijk hing er ter plaatse een Mariabeeldje in een boom. Hier kwamen buurtbewoners onder andere voor het vragen van bescherming tegen oorlogsgeweld in de Tweede Wereldoorlog. Nagelbeek kwam de oorlog goed door en werden er direct na de oorlog plannen gemaakt om een kapel te gaan bouwen. De grond van de kapel werd door een lokale familie geschonken en ontwerp voor de kapel met beeld werd gemaakt door Eugène Quanjel uit Geleen. De Benedictijnen van de Abdij Sint-Benedictusberg bakten het beeld voor de kapel en verder werd de kapel door de buurt gebouwd. Op zondag 15 september 1957 werd de kapel ingezegend.
In 1987 onthoofden vandalen het Mariabeeld, waarna het beeld werd gerestaureerd. Eveneens werd de gehele kapel opgeknapt en werd de kapel op 28 mei 1988 opnieuw ingezegend.

## Bouwwerk
De kapel is geheel open en bestaat uit een schuin geplaatste betonnen plaat waarvoor het Mariabeeld geplaatst is. De blauw geschilderde betonnen plaat is licht geknikt en er zijn twee sterren in uitgespaard. Tegen de betonnen plaats is het altaar geplaatst. Aan de voorzijde van het altaar is een gedenkplaat aangebracht met de tekst:

WEESGEGROET
MARIA
INGEZEGEND 1957
GERESTAUREERD 1988

Op het altaar staat een groot licht gekleurd Mariabeeld. Het beeld toont Maria met haar beide handen naar voren gestrekt.